# Dichostereum sordulentum
Dichostereum sordulentum är en svampart som först beskrevs av Cooke & Massee, och fick sitt nu gällande namn av Boidin & Lanq. 1981. Dichostereum sordulentum ingår i släktet Dichostereum och familjen Lachnocladiaceae.   Inga underarter finns listade i Catalogue of Life.